# Johannes Hintze
Johannes Hintze (5 de julio de 1999) es un deportista de Alemania que compite en natación. Ganó una medalla de oro en el Campeonato Mundial Junior de Natación de 2017, en la prueba de 200 m estilos.